# کنراد میچالک
کنراد هوبرت  میچالک  (زاده ۱۹ سپتامبر ۱۹۹۷) یک فوتبالیست حرفه‌ای لهستانی است که به عنوان هافبک بازی میکند
1. ↑  "Konrad Hubert Michalak". Turkish Football Federation. Retrieved 20 December 2020.